# Tylor Ongwae
Tylor Okari Ongwae, detto T.O. (Kisii, 15 luglio 1991), è un cestista keniota.

## Carriera
Con il Kenya ha disputato i Campionati africani del 2021.

## Palmarès

### Squadra
- Campionato danese: 4

Bakken Bears: 2018-19, 2019-20, 2020-21, 2021-22
- Coppa di Danimarca: 2

Bakken Bears: 2020, 2021
- Basketettan: 1

Solna Vikings: 2015-16
- FIBA Europe Cup: 1

Chemnitz: 2023-2024

### Individuale
- MVP Basketettan: 1

2015-16